# Les Suffragettes
Pour plus de détails, voir Fiche technique et Distribution.
Les Suffragettes (Suffragette) est un film historique britannique réalisé par Sarah Gavron, sorti en 2015.
L'histoire, se déroulant en 1912-1913, est centrée autour des militantes du mouvement britannique pour le droit de vote des femmes, les suffragettes.

## Synopsis

### Accroche
Au début du XXe siècle, une organisation de femmes britanniques souhaite obtenir le droit de vote pour les femmes. Elles appartiennent à des classes sociales différentes, mais ensemble, elles se livrent au même combat : ne plus être considérées comme le sexe faible et obtenir les mêmes droits que les hommes. Elles multiplient les manifestations pacifiques. Mais le gouvernement se montre de plus en plus violent. Contraintes à la clandestinité, ces femmes optent pour la violence afin de faire entendre leurs revendications. Elles sont conscientes des enjeux : elles risquent de perdre leur emploi, leur famille, leur vie. Mais rien ne les arrête. Maud Watts, le personnage principal, s’allie à cette cause. Jamais elle n’aurait imaginé de telles conséquences.

### Synopsis détaillé
Depuis ses sept ans, Maud Watts (Carey Mulligan) travaille au sein d'une blanchisserie. À vingt-quatre ans, elle est une jeune femme sans histoire, discrète et investie dans son travail au sein de l'établissement. 
Un jour, son employeur lui donne l'ordre de livrer un colis, même si cela ne fait pas partie de ses attributions habituelles. Lors de son escale, Maud se retrouve au cœur d'une émeute impliquant les suffragettes. Effectivement, celles-ci lancent des projectiles sur les vitrines des magasins des beaux quartiers. Parmi elles, Maud reconnaît l'une de ses collègues, Violet Miller (Anne-Marie Duff).
Quelques jours plus tard, Maud et Violet assistent au discours d'Alice Haughton (Romola Garai), l'épouse d'un député. Cette dernière incite les femmes à témoigner devant le Parlement, afin d'obtenir le droit de vote des femmes. Sans hésitation, Violet se porte volontaire. Mais son mari n'est pas du même avis, et n'hésite pas à rouer sa femme de coups pour montrer son désaccord. Violet est donc contrainte d'abandonner son initiative : elle est incapable de se présenter devant le parlement pour y lire son témoignage. Influencée par Violet, Maud accepte de parler à sa place. Elle ne s'attendait certainement pas à ce que le juge lui demande de raconter sa propre expérience. Exploitée depuis sa jeune enfance, elle trouve facilement les mots adéquats. L'entretien prend fin. Devant le Parlement, les femmes attendent impatiemment le verdict. Lorsqu'elles apprennent que la réponse est négative, les esprits s'échauffent, la foule s'agite et crie des insultes. La police encercle et matraque la foule non violente et paniquée. Maud est arrêtée et incarcérée pendant une semaine. 

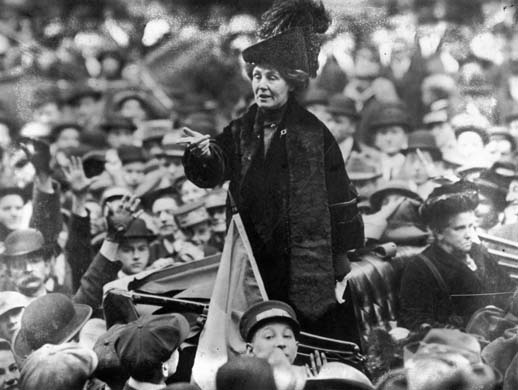
Emmeline Pankhurst s'adressant à la foule.

Lors de son retour au domicile familial, son mari, Sonny (Ben Whishaw) exprime sa colère, et surtout la honte face aux conventions sociales. Il est vrai qu'un homme doit être capable de contrôler sa femme. Or, Maud n'en fait qu'à sa tête. Que vont penser les voisins, les collègues, etc. ? Elle tente de le rassurer et lui promet de ne plus fréquenter les Suffragettes. Mais rien n'y fait. Quelques jours plus tard, Maud est invitée à un rassemblement tenu secret et assiste au discours d'Emmeline Pankhurst (Meryl Streep), leader du mouvement Women's Social and Political Union. Les policiers, préalablement informés, s'empressent d'arriver sur les lieux, leur principal objectif étant d'arrêter Emmeline Pankhurst. Une nouvelle fois, Maud est arrêtée. Mais cette fois, son mari n'est plus aussi compréhensif. Il refuse de la laisser entrer, et lui interdit de voir son fils.
Maud, malgré toute cette agitation, continue de travailler à la blanchisserie. Jusqu'au jour où son image apparaît dans le journal et la déclare officiellement Suffragette. Dévisagée, elle quitte l'établissement. Mais elle ne compte pas partir sans faire payer à son employeur tous ces abus sexuels, aussi bien sur elle que sur les autres filles de la blanchisserie. Volontairement, elle brûle la main de son patron, qui n'hésite pas à appeler la police. 
La sachant fragile, l'inspecteur Arthur Steed (Brendan Gleeson) tente de lui soutirer des informations sur les projets du mouvement, mais Maud refuse. 
Sonny, son mari, ne parvient plus à élever leur fils, et prend la décision de le faire adopter. Détachée de tous liens affectifs, Maud n'a plus rien à perdre et devient de plus en plus radicale. Elle s'implique davantage dans les actes militants du mouvement et participe à la destruction par explosifs de plusieurs boîtes aux lettres, et à l'explosion d'une résidence parlementaire, heureusement vide. 

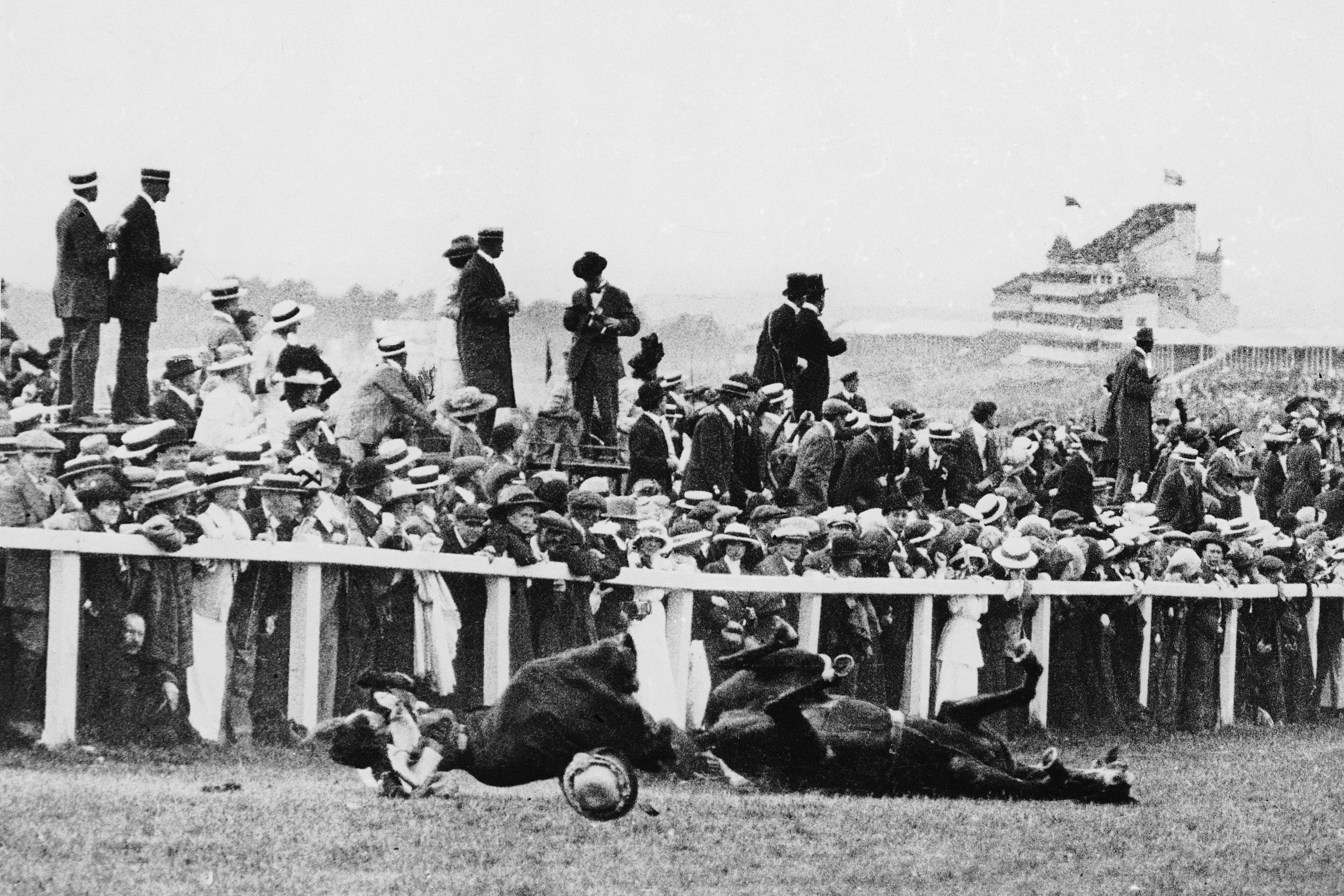
L'accident de 1913, à la suite duquel Emily Davison trouva la mort.

Pour être entendues, les Suffragettes frappent encore plus fort et se rendent au Derby d'Epsom, afin de rencontrer le roi George V. Dans l'impossibilité de l'approcher, Emily Davison (Natalie Press), l'une des Suffragettes, passe outre aux barrières de sécurité et pénètre directement sur la piste où une course hippique a lieu. Elle finit piétinée par le cheval de course de George V, une banderole évoquant ses convictions dans les mains. Cet incident tragique permet aux Suffragettes d'apparaître à la une du journal et, enfin, de se faire entendre. Les femmes de plus de 30 ans obtiennent le droit de vote en 1918 (contre 21 ans pour les hommes), puis les mêmes droits de vote que les hommes en 1928.

## Fiche technique
Sauf indication contraire, les informations mentionnées dans cette section peuvent être confirmées par la base de données cinématographiques IMDb,  présente dans la section « Liens externes ».
- Titre original : Suffragette
- Titre de travail : The Fury
- Titres français et québécois : Les Suffragettes
- Réalisation : Sarah Gavron
- Scénario : Abi Morgan
- Musique : Alexandre Desplat
- Direction artistique : Alice Normington
- Décors : David Hindle, Choi Ho Man et Jonathan Houlding
- Costumes : Jane Petrie
- Photographie : Eduard Grau
- Montage : Barney Pilling
- Production : Alison Owen et Faye Ward
- Sociétés de production : Film4, BFI, Canal+, Ciné+, Ruby Films et Pathé
- Sociétés de distribution : 20th Century Fox (Royaume-Uni) ; Paradiso Entertainment (Belgique), Pathé (France), Universal Pictures (Québec)
- Pays de production :  Royaume-Uni
- Langue originale : anglais
- Format : couleur
- Genre : historique
- Durée : 106 minutes
- Dates de sortie : 
  - États-Unis : 4 septembre 2015 (Festival du film de Telluride)
  - Royaume-Uni : 12 octobre 2015
  - Québec : 6 novembre 2015[2]
  - Belgique : 11 novembre 2015
  - France : 18 novembre 2015

## Distribution
Sauf indication contraire, les informations mentionnées dans cette section peuvent être confirmées par la base de données cinématographiques IMDb,  présente dans la section « Liens externes ».
- Carey Mulligan (VF : Élisabeth Ventura ; VQ : Marie-Ève Bertrand) : Maud Watts[3]
- Helena Bonham Carter (VF : Laurence Breheret ; VQ : Pascale Montreuil) : Edith Ellyn[4]
- Brendan Gleeson (VF : Patrick Béthune ; VQ : Sylvain Hétu) : Arthur Steed[5]
- Ben Whishaw (VF : Jean-Christophe Dollé ; VQ : Gabriel Lessard) : Sonny Watts[5]
- Anne-Marie Duff (VF : Marie-Laure Dougnac ; VQ : Marika Lhoumeau) : Violet Miller[5]
- Meryl Streep (VF : Frédérique Tirmont ; VQ : Marie-Andrée Corneille) : Emmeline Pankhurst[6]
- Natalie Press (VF : Daniela Labbé Cabrera ; VQ : Julie Beauchemin) : Emily Davison
- Romola Garai (VF : Maïa Michaud ; VQ : Catherine Proulx-Lemay) : Alice Haughton[5]
- Samuel West (VF : Patrick Mancini ; VQ : Marc-André Bélanger) : Benedict Haughton[5]
- Geoff Bell (VF : François Raison ; VQ : Denis Mercier) : Norman Taylor
- Amanda Lawrence (VF : Nathalie Kanoui) : Miss Whiters
- Lorraine Stanley (VF : Catherine Artigala) : Mme Coleman
- Clive Wood (VF : Yann Guillemot) : James Burrill
- Morgan Watkins (en) (VF : Valéry Schatz) : Malcolm Walsop
- Adrian Schiller : David Lloyd George

 Source et légende : version française (VF) sur RS Doublage

## Production

### Développement et genèse
En avril 2011, Film4 Productions, Focus Features et Ruby Films annoncent la réalisation d’un film dramatique et historique retraçant le combat des suffragettes, mouvement de la fin du XIXe et du début du XXe siècle, pour obtenir le droit de vote des femmes. C’est Abi Morgan, une scénariste britannique, qui est annoncée pour l'écriture. Le 24 octobre 2013, plusieurs annonces sont faites. Focus Features est finalement remplacé par Pathé, BFI Film Fund finance l’intégralité des dépenses du film, et Ryan Kavanaugh est chargé de la production du film.
Un an plus tard, en octobre 2014, Relativity Media obtient les droits nord-américains du film, tandis que Pathé obtient les droits internationaux[réf. nécessaire]. Cependant, le 17 mars 2015, tout bascule. Focus Features récupère les droits de distribution nord-américains car Relativity Media a fait faillite et Ryan Kavanaugh abandonne la production[réf. nécessaire].

### Distribution de rôle
Le 24 février 2013, Carey Mulligan se voit offrir le premier rôle du film. Le 20 décembre 2013, Helena Bonham Carter rejoint l'équipe ; son personnage est inspiré par Edith New. Le 19 février 2014, Meryl Streep intègre la distribution du film pour jouer la dirigeante du mouvement des suffragettes, Emmeline Pankhurst. Enfin, le 20 février 2014, Ben Whishaw et Brendan Gleeson clôturent la distribution.

### Tournage
Le tournage débute le 24 février 2014 à Londres.
C'est premier film de l'histoire qui a pu être tourné dans l'enceinte du parlement anglais[réf. nécessaire].

## Accueil

### Sorties
Le film sort le 17 novembre 2015 en France.

### Accueil critique
D’après le New York Times, le film Suffragettes n’est pas tombé dans le piège du film historique, retraçant les injustices du passé. Loin de lui l’idée de représenter une histoire moralisatrice ou effrayante, ce film multiplie les arguments : le fonctionnement du pouvoir patriarcal, les complexités de la résistance politique et les implications économiques du droit de vote. Ce film nous montre les limites de la solidarité et la brutalité avec laquelle le pouvoir réagit face aux contestations. Certes, le film démontre l’assujettissement des femmes vis-à-vis des hommes, aussi bien sur le plan personnel que professionnel. Mais le journal insiste sur le fait que les hommes n’apparaissent pas comme des monstres, hormis la dépravation dont fait preuve l’employeur de Maud (abus sexuel, etc.). Le journal affirme : « Suffragette is an admirably modest movie ».
Le quotidien britanniqueThe Times relève la performance déchirante de Carey Mulligan.
Le film est cependant critiqué pour ne pas avoir figuré la présence de femmes indiennes dans le combat pour le droit de vote féminin en Angleterre, pourtant une réalité historique.

## Distinctions

### Récompenses
- Festival du film de Hollywood 2015 :
  - Hollywood Actress Award pour Carey Mulligan
  - Hollywood Film Composer Award pour Alexandre Desplat
- British Independent Film Awards 2015 : meilleur acteur dans un second rôle pour Brendan Gleeson
- Festival international du film des Hamptons 2015 : Tangerine Entertainment Juice Award

### Nominations
- British Independent Film Awards 2015 :
  - Meilleure actrice pour Carey Mulligan
  - Meilleure actrice dans un second rôle pour Helena Bonham Carter et Anne-Marie Duff